# Isaria friesii
Isaria friesii är en svampart som beskrevs av Mont. 1836. Isaria friesii ingår i släktet Isaria och familjen Cordycipitaceae.   Inga underarter finns listade i Catalogue of Life.